# Donghai Daqiao
Die Donghai Daqiao (chinesisch 東海大橋 / 东海大桥, Pinyin Dōnghǎi Dàqiáo) ist eine über See führende Brücke in China. Mit dem Bau wurde im Juni 2002 begonnen. Die Fertigstellung war am 10. Dezember 2005.
Die 32,5 Kilometer lange und 31,5 Meter breite Straßenbrücke verbindet den Hafen Luchao (Luchaogang) in der Lingang New City des Stadtbezirks Pudong von Shanghai mit dem Tiefwasserhafen Yangshan im Kreis Shengsi der Provinz Zhejiang (Bucht von Hangzhou). Sie verläuft 40 Meter über der Meeresoberfläche. An ihrer größten durchfahrbaren Stelle können Schiffe bis zu einer Gesamttragfähigkeit von 10.000 Tonnen passieren.
Die Brücke hat sechs Spuren und ist über eine Schnellstraße mit dem äußeren Stadtring Shanghais verbunden. Auf der Brücke gilt eine Geschwindigkeitsbegrenzung von 80 km/h.
Sie ist Namensgeberin für den in unmittelbarer Nähe gelegenen Offshore-Windpark Donghai Bridge.